# Joseph Glowatzki

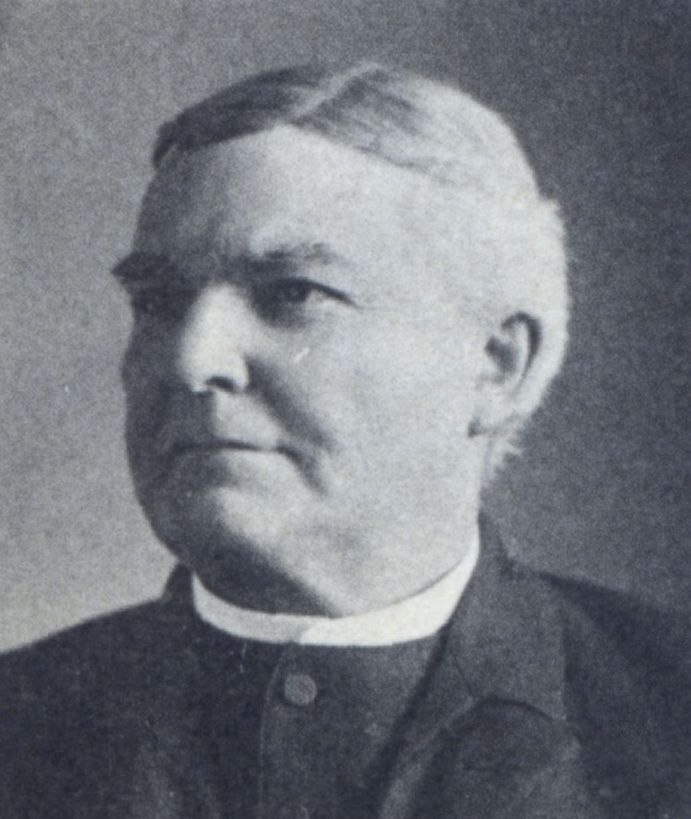
Joseph Glowatzki als Reichstagsabgeordneter 1912

Joseph Glowatzki (* 10. März 1847 in Leschnitz; † 24. Mai 1936 in Wyssoka) war katholischer Geistlicher und Mitglied des Deutschen Reichstags.

## Leben
Glowatzki besuchte das Gymnasium in Gleiwitz bis 1866 und war anschließend Posteleve in Oppeln. Danach studierte er drei Jahre an der Universität Breslau. Während seines Studiums wurde er 1866 Mitglied der KDStV Winfridia Breslau im CV. Seit 28. Juni 1870 war er Priester und hierauf Kaplan in Goschütz, Biskupitz und Pawonkau. Ab 1. Mai 1884 Pfarrer in Wyssoka, am 24. September 1889 wurde er zum Erzpriester des Archipresbyterates Groß Strehlitz und am 23. Mai 1902 zum Fürstbischöflichen Kommissarius ernannt. Er stiftete das Prälat-Glowatzki-Krankenhaus in Groß Strehlitz.
Von 1898 bis 1918 war er Mitglied des Preußischen Abgeordnetenhauses und ebenfalls von 1898 bis 1918 des Deutschen Reichstags für den Wahlkreis Regierungsbezirk Oppeln 3 (Groß Strehlitz, Kosel) und die Deutsche Zentrumspartei.